# Rodalia de Saragossa
La xarxa de Rodalia de Saragossa (Cercanías Zaragoza en castellà) és un servei de trens interurbans entre Saragossa i municipis propers, que forma part del sistema de Renfe Rodalies. Actualment el sistema està format per una sola línia en funcionament, la C-1.
La línia C-1, operada per Renfe Operadora, és la primera i única línia de Rodalies de la ciutat de Saragossa. Fou inaugurada, i dona servei des de l'11 de juny de 2008 poc abans de l'inici de l'Exposició Internacional de Saragossa.
Per a la seva creació es van aprofitar les vies ja existents de les línies Saragossa - Pamplona/Logronyo i Saragossa-Reus-Barcelona. Es crearen noves estacions al perifèric barri de Casetas, a Utebo, sota l'antigua estació del Portillo, a Goya i a Miraflores, dins del districte de las Fuentes.